# 彩美旬果
彩美旬果（日语：／ Ayami Shunka */?，1993年12月1日—）是日本前AV女優及藝人，富山縣出身。曾是「PRESTIGE」當家專屬女優，2018年4月移籍「S1」，2019年自AV界引退。曾為偶像團體「PINKEY」、二代「惠比壽★麝香葡萄」和「SEXY-J」的成員。所屬於「Mine'S」事務所。

## 人物
- 虽然官方档案上写她是1993年8月15日出生，籍贯东京，但在她的随笔集《多云时而雨，然后转晴。》中写到，她其实是1993年12月1日出生，籍贯富山县高冈市。[6]
- 曾在4歳～18歳的時候學過彈鋼琴[7]，并会依次为基础进行DTM作曲。DTM软件是logic。
- 吉他喜欢用Rickenbacker和吉普森J-45，也有一个吉普森Golden Top Les Paul。
- 興趣是看萌系動漫、恐怖電影、咖啡旅遊。
- 專長像是書法3段、硬筆2段、彈吉他和盲文等。
- 喜歡玩遊戲和蒐集GUNPLA、吉他等。
- 討厭的食物有美乃滋、起司、泡菜、三明治
- 喜歡的飲料有咖啡和含糖飲料。
- 平時與歌手大和姫呂未（日语：大和姫呂未）常常有音樂合作以及表演[8][9]
- 最喜歡的歌手有椎名林檎、Cocco、鬼束千尋等。她喜歡用VOCALOID來表現歌詞，還有自己的音樂創作及作詞作曲等等。
- 養有一隻英式短尾猫和一隻米努特猫。
- 家里是开居酒屋的，但她却不擅长喝酒[10]，喜欢喝甜咖啡。
- 喜欢游戏。高达里最喜欢的机体是钢加农[11]。
- 她在进入AV行业前，曾有一次在池袋的商场遇到两名男性的邀请去漫画咖啡店聊天导致错过末班车导致她无法返家，她与二人一起去其中一人家过夜并发生了性关系。这是她的第一次3P。[12]

### 引退
談到引退原因，這件事她在2017年的日本成人博覽會拍攝宣傳海報時就思考過了，當時並不會感到排斥，這完全是直覺的想法。只是因為直覺才拍AV的，引退的想法也是直覺的。
2024年接受中指通訪問，說道其實很久以前就想過25歲引退，所以心情上相對平靜。

## 簡歷
- 所屬事務所變更：2012年9月1日，所屬於「Marks Japan」。2016年9月，移籍「T-POWERS」。2018年1月9日，移籍到「Mine'S（日语：マインズ (芸能事務所)）」[14]。
- 2012年9月，在日本AV片商「PRESTIGE」以專屬AV女優身分出道[15]
- 2013年1月，加入性感偶像團體「PINKEY」，有著妹妹的氣質，在所有的成員當中是年紀最小的。演出成功的場地有「淘兒唱片」澀谷店、「梅田NU茶屋町店」、「赤坂BLITZ」、「川崎クラブチッタ（日语：CLUB CITTA'）」等等。8月，宣布AV活動暫停。同年11月，恢復活動。
- 在2013年日本電子商務網站「DMM」的年度總體排名在影片部門中得到AV女優第1名。其他像是DMM上半年排名：影片部門第1名、租賃部門第1名、郵購部門第3名，下半年排名：影片部門第1名、租賃部門第3名、郵購部門第15名，年度總體排名：影片部門第1名、租賃部門第2名、郵購部門第6名。此外，在週刊雜誌（日语：週刊誌）《朝日娛樂（日语：アサヒ芸能）》方面，於「這是2013年日本最暢銷的AV！」（2013年日本で一番売れたAVはこれだッ!）中，作品《絶対的美少女、お貸しします。ACT.25あやみ旬果》獲得第4名、《あやみ旬果 BEST PRESTIGE PREMIUM TREASURE 8時間》獲得第7名、《あやみ旬果がご奉仕しちゃう 最新やみつきエステ》獲得第31名。
- 2014年4月，她贏得《DMM成人獎》2014「最優秀女優獎金獎」[16]。5月，擔任《AV OPEN》2014年的形象代言人[17]。8月7日，在寫真周刊雜誌（日语：写真週刊誌）《星期五》中被報導她與「NON STYLE」成員井上裕介約會[18]。
- 2014年12月20日，獲得《GRAPHIS獎》2014No.1，同月22日，獲得《朝日娛樂AV大獎》寫真獎。
- 2015年5月29日，加入「SEXY-J」，會員編號14，形象顏色紅色。7月，擔任2015日本成人博覽會形象代言人[19]。9月24日，加入「惠比壽★麝香葡萄」[20][21]。
- 2015年及2016年，擔任「TELH・TELSEX ZERO」（ツーショットダイヤルZERO）的形象代言人[22]。
- 2015年起，開始擔任日本情趣用品公司「Men'sMax（日语：Men'sMax）」的形象代言人[23]。
- 2016年3月17日，由於自身工作繁忙，而宣布從惠比壽★麝香葡萄中退出（畢業）[24][25]。3月31日，個人單曲《素敵なラブリーボーイ》和《夏の扉》首次出演。
- 2016年10月24日，在澀谷的展演空間「WWW（日语：WWW (ライブハウス)）」所舉辦的「SEXY-J Halloween Party 2016」上宣布從SEXY-J畢業[26]。
- 2018年2月13日，在個人Twitter上宣布將於3月從PRESTIGE畢業[27][28]，同時發表畢業作品[29][30][31][32][33]。
- 2018年4月3日，「S1」以及本人先後在官方Twitter上宣布移籍確定消息，成為該片商的專屬女優[34][35]。
- 2018年12月31日，在個人Twitter上宣布於2019年3月31日引退[36][37][38]，並決定在引退前於知名脫衣秀場地「淺草ROCK座（日语：ロック座）」舉辦公演《Dream on》，展開為期21天的全裸演出[39][40][41][42]。
- 2019年3月31日，舉辦最後的引退活動「SYUNKA AYAMI FINAL STAGE 〜many many thanx!〜 」[43]。當天邀請了另一名AV女優天使萌同台演出，並表示雖然自己未來的工作還是未知數，但仍然會繼續在幕後提供音樂創作[44][45]。
- 2019年4月，继续签约担任性感内衣品牌mon cheri的形象代言人。

## 作品

### AV
「PRESTIGE」專屬期

### 寫真影像
- Shunka 召しませ!旬の果実（2012年12月6日、グラッツコーポレーション）※同時發行Blu-ray版本[59]
- エロキュート　あやみ旬果（2014年6月27日、オルスタックピクチャーズ）
- エロキュート　あやみ旬果2（2014年10月30日、オルスタックピクチャーズ）
- エロキュート　あやみ旬果3（2014年11月28日、オルスタックピクチャーズ）
- à nu　あやみ旬果（2015年5月20日、Lavie）
- エンジェルハート　あやみ旬果（2016年8月26日、Sharon）
- エロキュート　あやみ旬果4（2016年8月27日、オルスタックピクチャーズ）
- あやみ旬果が好きすぎてあやみ旬果が彼女になってた/あやみ旬果（2017年1月25日、グラフィス）
- 僕のお嫁さんはあやみ旬果(2017年12月11日、エンタちゃん)
- あやみ旬果が好きすぎて彼女になってた２(2018年2月25日、グラフィス)
- Aphrodite/あやみ旬果（2018年4月1日、ファインピクチャーズ）※同時發行Blu-ray版本

### 原創影片
※租體表示為主要角色。
- ヤンキー女子高生 全国制覇への道 ～茨城編～（2016年1月1日、オールイン・エンタテインメント）- 飾演：翔子
- 女闇金 -ユリ- 恥辱に悶える夜の花園（2016年6月、竹書房） - 飾演：ユリ
- 覗かれる人妻 シュレーディンガーの女（2018年3月2日、アメイジングD.C.）- 飾演：麻夕

### 一般作品
- みひなな食堂1（2017年、つくばテレビ)

### 音樂CD
PINKEY
- ドキドキDOCKIN'（2013年5月1日、SHINKO MUSIC RECORDS）
- Romanticが止まらない（2014年2月5日、BRW108 RECORDS）

惠比壽★麝香葡萄
- TOKYOセクシーナイト（2015年11月25日、PONY CANYON）

彩美旬果
- 素敵なラブリーボーイ（2016年3月31日、FIRST MUSIC）
- 嘘つきなあなたへ（2019年2月21日）

## 書籍

### 寫真集
- らぶぱら（2014年3月29日、竹書房、撮影：マキハラススム）ISBN 978-4812499115
- fresh fruit（2014年12月1日、彩文館出版、撮影：篠原潔）ISBN　978-4-7756-0558-5
- Best Nude Pose「ヌード編1」（2015年4月10日、オークス、撮影：横山こうじ）ISBN 978-4799007853
- 『彩。紅』彩美旬果寫真集台灣發行（2016年1月21日、又水整合設計有限公司、撮影：蕭勝夫）
- ラブタビ（2016年2月17日、雙葉社、撮影：冨貴塚宏樹）ISBN 978-4575311013
- 生果汁（2016年8月25日、彩文館出版、撮影：ALEX WON）ISBN 978-4775605813
- 見惚れるカラダ（2017年11月10日、雙葉社、撮影：吉田裕之）ISBN 978-4-575-31314-7
- 無彩（2018年12月10日、台湾出版、撮影：アタル）※台湾限定写真集
- いっぱいのさよなら（2019年2月19日、徳間書店、撮影：舞山秀一）ISBN 978-4198647896

### 影像式論文
- くもり時々お天気雨、のち晴れ。（2019年2月26日、雙葉社、撮影：松田忠雄）ISBN 978-4-575-31432-8

### 模特兒
- Best Nude Pose「ヌード編1」（2015年4月10日、オークス、撮影：横山こうじ）ISBN 978-4799007853

## 演出

### 電視劇
- LOVE理論 第10話（2015年6月15日、東京電視台）

### 綜藝節目
- おとなの子守唄（2012年6月 - 2012年12月、SUN電視台）
- ヴィーナス・フューチャー #118(2013年、エンタ!959）
- 白黒アンジャッシュ（2013年6月18日・2014年9月9日、千葉電視台）
- ケンコバのバコバコテレビ（2013年9月 - サンテレビ）
- 徳井義実のチャックおろさせて〜やZ 秋の収穫祭（2014年11月8日0時-2時、BSスカパー!）共演：德井義實、吉木理沙、中川貴志、出渕誠（日语：レイザーラモンRG）、アイパー滝沢、初美沙希、小島南
- 今日のあまつか（2015年8月 - 12月、2017年4月 - 7月、エンタ!959）
- マスカットナイト（2015年10月8日 - 、東京電視台）
- 新みっひーランドみひなな食堂#3（2016年7月  、エンタ!959） - 共演：朝美穗香、七海奈奈。
- たびともイン韓国（2019年2月17日、エンタ!959） - 飾演：旅人

### 原創電影
- ヤンキー女子高生　全国制覇への道～茨城編～（2016年1月1日、株式会社オールイン エンタテインメント）主演：翔子
- 女闇金-ユリ-恥辱に悶える夜の花園（2016年6月、竹書房） - 主演：ユリ

### 寫真影片
- ヌードWEBグラビア「GRAPHIS」（2013年3月22日、撮影：NAOYA.ASADA）
- コスプレ着エログラビア　コスドキ （页面存档备份，存于）
- 着エロ画像 コスプレが満載サイト デジグラ （页面存档备份，存于）
- フェチボックス （页面存档备份，存于）

## 其他

### 日曆
- あやみ旬果 カレンダー 2013年（2012年12月2日、ハゴロモ）
- あやみ旬果 2014年カレンダー （2013年9月28日、ハゴロモ）
- あやみ旬果 2015年カレンダー（2014年9月27日、ハゴロモ）
- 卓上 あやみ旬果 2015年カレンダー（2014年9月27日、ハゴロモ）
- あやみ旬果 2016年カレンダー（2015年10月17日、ハゴロモ）
- 卓上 あやみ旬果 2016年カレンダー（2015年10月17日、ハゴロモ）
- あやみ旬果 2017年カレンダー（2016年10月8日、ハゴロモ）
- 卓上 あやみ旬果 2017年カレンダー（2016年10月8日、ハゴロモ）
- あやみ旬果 2018年 カレンダー 壁掛け（2017年11月6日、ハゴロモ）
- あやみ旬果 2018年 カレンダー 卓上（2017年11月6日、ハゴロモ）

### 網路放送寫真
- First Gravure 初脱ぎ娘 No.114 Syunka Ayami あやみ旬果（2012年6月29日、GRAPHIS、攝影：中山雅文（日语：中山雅文））
- Gals No.297 Syunka Ayami あやみ旬果 Forbidden fruit（2013年3月22日、GRAPHIS、攝影：吉田裕之）
- Limited Edition あやみ旬果 Shunka Ayami（2014年4月11日、GRAPHIS）
- Limited Edition あやみ旬果 Shunka Ayami（2014年7月30日、GRAPHIS）
- Limited Edition あやみ旬果 Shunka Ayami New Year Special 2015（2015年1月1日、GRAPHIS）
- Gals No.331 Syunka Ayami あやみ旬果 Bombshell（2014年8月15日、GRAPHIS）
- Special Edition Graphis Award 2014 あやみ旬果 Shunka Ayami
- Gals No.342 Syunka Ayami あやみ旬果 Optimistic（2015年1月9日、GRAPHIS）
- Limited Edition あやみ旬果 Shunka Ayami（2016年12月25日、GRAPHIS）
- Limited Edition あやみ旬果 Shunka Ayami（2017年2月1日、GRAPHIS）
- Gals No.400 Shunka Ayami あやみ旬果 Sunbeams leaves（2017年3月8日、GRAPHIS）
- Gals No.425 Syunka Ayami あやみ旬果 Beautiful Body（2017年9月15日、GRAPHIS、攝影：吉田裕之）

### 交易卡
- ジューシーハニー コレクションカード VOL.23（2013年10月12日）他出演：葵司、明日花綺羅
- ジューシーハニーコレクションカード VOL.27（2014年7月12日、ミント）他出演：明日花綺羅、鈴村愛里
- ジューシーハニー ラグジュアリーエディション 2015（2015年12月26日、ミント）他出演：天使萌、湊莉久
- CJ SEXY CARD SERIES VOL.14 あやみ旬果 オフィシャルカードコレクション ～Fruit Cocktail～（2016年4月23日、ジュートク）
- ジューシーハニー・コレクションカード THE DELUXE（2016年8月27日、ミント）他出演：葵司、天使萌、沖田杏梨
- CJ SEXY CARD SERIES VOL.29 あやみ旬果 OFFICIAL CARD COLLECTION ～果実のしずく～（2017年7月29日、ジュートク）
- ジューシーハニー 40 コレクションカード（2017年12月16日、ミント）他出演：戶田真琴、桃乃木香奈
- CJ SEXY CARD SERIES VOL.42 あやみ旬果 OFFICIAL CARD COLLECTION ～旬果愁冬～（2018年8月25日、ジュートク）
- CJ SEXY CARD SERIES VOL.49 あやみ旬果 OFFICIAL CARD COLLECTION 4 ～旬のままで～（2019年3月23日、ジュートク）

### 成人商品
- ENJOY TOYS 極み造形 あやみ旬果（2015年9月29日、ENJOY TOYS）
- ENJOY TOYS 極選愛器 あやみ旬果（2016年6月29日、ENJOY TOYS）
- 極選フェラ あやみ旬果（2018年9月6日、ENJOY TOYS）

## 台灣活動
- 2016年6月29，來台灣擔任遊戲《至尊娛樂城》代言人[60][61]。
- 2016年8月，來台灣參加2016年第五屆台灣成人博覽會[62]。
- 2017年8月，來台灣參加2017年第六屆台灣成人博覽會[63]。
- 2018年3月10日，來台舉辦粉絲見面會[64]。
- 2018年5月17日，受代理商邀約來台宣傳[65]。
- 2018年8月3日，來台灣參加2018年第七屆台灣成人博覽會[66]。

## 外部連結
- あやみ旬果 Official Web
- 旬の果実 （页面存档备份，存于） - オフィシャルブログ（2012年8月22日 - ）
- 彩美旬果的X（前Twitter）（2012年9月27日 - ）
- 彩美旬果的Instagram帳戶
- 彩美旬果的新浪微博